# Epikotyl
Als Epikotyl (von griech.: epi = oberhalb, kotyle = Höhlung; engl.: Epicotyl) wird der Sprossabschnitt einer Pflanze bezeichnet, der zwischen den Keimblättern (= Kotyledonen) und den nächstfolgenden Blättern, also den Primärblättern der Pflanze liegt. Eingeführt wurde der Begriff von Charles Darwin.